# 双対ベクトル空間
数学におけるベクトル空間の双対ベクトル空間（そうついベクトルくうかん、英: dual vector space）あるいは単に双対空間（そうついくうかん、英: dual space）は、そのベクトル空間上の線型汎函数（一次形式）全体の成す空間として定義される。有限次元ベクトル空間の双対空間はテンソルの研究に利用することができる。函数の成す（典型的には無限次元の）ベクトル空間に対する双対空間は、測度や超函数、あるいはヒルベルト空間のような概念の定義や研究に用いられ、結果として双対空間は函数解析学の研究における重要な観念となっている。
一般に双対空間には、代数的双対と連続的双対の二種類が用いられており、代数的双対は任意のベクトル空間に対して定義することができるが、位相線型空間を扱うときは代数的双対よりもその部分線型空間として、連続線型汎函数全体の成す連続的双対空間を考えるのが自然である。

## 双対空間
体 F 上の任意のベクトル空間 V の（代数的）双対空間 V* は V 上の線型写像 φ: V → F（すなわち線型汎函数）全体の成す集合として定義される。集合としての V* には、次の加法とスカラー乗法
{\displaystyle {\begin{aligned}&(\varphi +\psi )(x)=\varphi (x)+\psi (x),\\&(a\varphi )(x)=a{\bigl (}\varphi (x){\bigr )}\end{aligned}}\quad (\varphi ,\psi \in V^{*},\,x\in V,\,a\in F)}
を定義することができて、それ自身 F 上のベクトル空間となる。この代数的双対空間 V* の元を、余ベクトル（共変ベクトル）あるいは一次形式（（代数的）1-形式）と呼ぶこともある。
双対空間 V* の元である汎函数 φ と V の元との対をしばしば括弧を用いて φ(x) = [φ, x] あるいは φ(x) = ⟨φ, x⟩で表す。この対の記法は非退化な双線型形式 [•,•]: V* × V → F を定める。このとき、[•,•] は V* と V との間に双対性を定める、V* と V を双対にする、あるいは V と V* の双対性を表す内積 (duality pairing) であると言う。

### 有限次元の場合
V が有限次元ならば、V* は V と同じ次元を持つ。V の基底 {e1, …, en} から双対基底と呼ばれる特別な V∗ の基底を定義することができる。それは V 上の線型汎函数の集合 {e1, …, en} で、係数 ci ∈ F の選び方に依らず
{\displaystyle \mathbf {e} ^{i}(c_{1}\mathbf {e} _{1}+\dotsb +c_{n}\mathbf {e} _{n})=c_{i}\quad (i=1,\dotsc ,n)}
を満たすものとして定義される（上付きの添字が冪を意味するものではないことに注意せよ）。特に、一つの係数を 1, 残りをすべて 0 とすることにより、関係式は
{\displaystyle \mathbf {e} ^{i}(\mathbf {e} _{j})=\delta _{ij}}
に帰着される。ここに δij はクロネッカーのデルタである。例えば V が座標平面 R2 でその標準基底 {e1 = (1, 0), e2 = (0, 1)} に選べば、e1, e2 は e1(e1) = 1, e1(e2) = 0, e2(e1) = 0, e2(e2) = 1 を満たす線型形式である。
特に Rn を実数を成分とする n-項「列」ベクトル全体の成す空間と見做すとき、その双対空間は典型的には実数を成分とする n-項「行」ベクトル全体の成す空間として書かれ、その Rn への作用が通常の行列の積によって与えられるものと見做すことができる。
V が平面上の幾何学的なベクトル（有向線分）からなる空間であるとき、V* の元の等位曲線は V の平行線の族からなる。故に V* の元は直観的には平面を被覆する特定の平行線族と見做すことができる。このとき、与えられたベクトルにおける汎函数の値を計算するには、そのベクトルが平行線族のどの線上にあるかを知るだけでよい。イメージとしては、そのベクトルが何本の平行線と交わるかを数えればよいことになる。より一般に、V を任意有限次元のベクトル空間とするとき、V* に属する線型汎函数の等位集合は V の平行超平面族であり、汎函数の各ベクトルにおける値はこれら超平面を用いて理解することができる。

### 無限次元の場合
ベクトル空間 V が有限次元でない場合にも適当な無限集合 A で添字付けられる基底 eα は持つから、有限次元の場合と同様の構成によって、双対空間の線型独立な元の族 eα (α ∈ A) を作ることはできるが、これは必ずしも基底とならない。
例えば、有限個の例外を除く全ての成分が 0 であるような実数列全体の成す空間 R∞ を考えると、これは自然数全体の成す集合 N で添字付けられる標準基底、すなわち各 i ∈ N に対して ei は第 i-項が 1 で他はすべて 0 となるようなものを持つ。R∞ の双対空間は全ての実数列からなる空間 RN である。数列 (an) の (xn) ∈ R∞ への作用は ∑
 an xn で与えられる（これは xn の非零項が有限個しかないことから有限和である）。R∞ の次元は可算無限だが、RN の次元は非可算である。
このような考察は任意の体 F 上の任意の無限次元ベクトル空間に対して一般化できる。基底 {eα : α ∈ A} を一つとって V を fα = f(α) は有限個の例外を除く全ての α ∈ A に対して 0 となるような写像 f: A → F 全体の成す空間 (FA)0 と同一視すれば、写像 f は V のベクトル ∑
α∈A fα eα と同一視される（f の仮定からこれは有限和だから意味を持ち、また基底の定義により任意の v ∈ V はこの形に書ける）。
そして V の双対空間は A から F への写像全体の成す空間 FA に同一視される。実際、V 上の線型汎函数 T は V の基底におけるその値 θα = T(eα) によって一意に決定され、また任意の写像 θ: A → F (θ(α) = θα) は
{\displaystyle T{\biggl (}\sum _{\alpha \in A}f_{\alpha }\mathbf {e} _{\alpha }{\biggr )}=\sum _{\alpha \in A}f_{\alpha }T(e_{\alpha })=\sum _{\alpha \in A}f_{\alpha }\theta _{\alpha }}
と置くことにより V 上の線型汎函数 T を定める（fα は有限個の α を除いて全て 0 だから、やはりこの和が有限であることに注意）。
(FA)0 は F をそれ自身 F 上一次元のベクトル空間と見做したものの A で添字付けられた無限個のコピーの直和と（本質的には定義によって）同一視できる。即ち線型同型
{\displaystyle V\cong {\bigl (}F^{A}{\bigr )}_{0}\cong \bigoplus _{\alpha \in A}F}
が存在する。他方 FA は（やはり定義によって）A で添字付けられる F の無限個のコピーの直積に同型である。同一視
{\displaystyle V^{*}\cong {\biggl (}\bigoplus _{\alpha \in A}F{\biggr )}^{\!*}\cong \prod _{\alpha \in A}F^{*}\cong \prod _{\alpha \in A}F\cong F^{A}}
は加群の直積と直和に関する一般の場合の結果の特別の場合である。
従って無限次元のとき、代数的双対は必ずもとの空間よりも大きな次元を持つ。これは連続的双対の場合には無限次元の場合でももとの空間と同型となる場合があることと対照的である。

## 双線型な乗法と双対空間
V が有限次元のとき、V はその双対 V* とは同型であるが、それらの間に自然な同型は存在しない。V 上の任意の双線型形式 ⟨•,•⟩ は V から双対 V* への写像
{\displaystyle v\mapsto \langle v,{\bullet }\rangle }
を与える。この右辺は 各 w ∈ V をスカラー ⟨v,w⟩ へ写す V 上の線型汎函数である。即ち、双線型形式は線型写像
{\displaystyle \Phi _{\langle {\bullet },{\bullet }\rangle }\colon V\to V^{*};\;{\bigl [}\Phi _{\langle {\bullet },{\bullet }\rangle }(v),w{\bigr ]}=\langle v,w\rangle }
を定義するのである。もとの双線型形式が非退化ならば、この線型写像は V* の中への同型を与える。特に V が有限次元ならば V* の上への同型である。逆に、V から V* の部分集合（あるいは V* 全体）への任意の同型 Φ は、
{\displaystyle \langle v,w\rangle _{\Phi }={\bigl (}\Phi (v){\bigr )}(w)={\bigl [}\Phi (v),w{\bigr ]}}
と置くことにより、V 上の非退化双線型形式 ⟨•,•⟩Φ を一意的に定める。従って、V から V* の部分集合（あるいは V* 全体）への同型写像と V 上の非退化双線型形式との間には一対一対応が存在する。
ベクトル空間 V が複素線型ならば、双線型形式よりも半双線型形式を考えたほうが自然なこともある。この場合、半双線型形式 ⟨•,•⟩ は V からその双対空間の複素共軛への線型写像
{\displaystyle \Phi _{\langle {\bullet },{\bullet }\rangle }\colon V\to {\overline {V^{*}}}}
を定める。共軛空間 V* は加法的複素数値函数 f: V → C で
{\displaystyle f(\alpha v)={\overline {\alpha }}f(v)}
を満たすもの全体の成すベクトル空間と同一視される。

## 二重双対空間への単射
ベクトル空間 V からその二重双対 V** への標準的な（自然な）線型準同型 Ψ が
{\displaystyle {\bigl (}\Psi (v){\bigr )}(\phi ):=\phi (v),\quad (v\in V,\,\phi \in V^{*})}
と置くことにより定まる。この写像 Ψ は必ず単射になる。これが同型となるのは V が有限次元のとき、かつそのときに限る。実際、ベクトル空間とその二重双対との間の、この同型写像は自然同型の原型的な例となっている。無限次元のヒルベルト空間は、代数的な二重双対ではなく、連続的な二重双対に同型なので、この反例にはならない。

## 線型写像の転置写像
線型写像 f: V → W に対し、その転置（または双対）f*: W* → V* は
{\displaystyle f^{*}(\varphi )=\varphi \circ f\quad (\varphi \in W^{*})}
で定義される。得られた汎函数 f*(φ) ∈ V* は φ の f に沿った引き戻しと呼ばれる。
任意の φ ∈ W* および v ∈ V に対し恒等式
{\displaystyle {\bigl [}f^{*}(\varphi ),v{\bigr ]}={\bigl [}\varphi ,f(v){\bigr ]}}
が満足される。ここで左辺の括弧 [•,•] は V とその双対との双対性を表す内積であり、右辺のは W とその双対との双対性を表す内積である。この等式は転置を特徴づけるものであり、形の上では随伴の定義と同じである。
対応 f ↦ f* は V から W への線型作用素の空間から W* から V* への線型写像の空間への単射線型写像を与える。この線型準同型が同型となるのは W が有限次元のときであり、かつそのときに限る。V = W の場合には、先の線型写像の空間は実際は写像の合成に関して多元環を成し、先の対応は多元環の逆転準同型、即ち (fg)* = g* f* を満たす線型同型となる。圏論の言葉で言えば、ベクトル空間の双対と線型写像の転置をとる操作は、F 上のベクトル空間の圏 F-Vect からそれ自身への反変函手である。このとき、転置の転置 (f*)* が二重双対空間への自然な単射によって f と同一視されていることに注意。
線型写像 f を V および W の基底に関して行列 A で表すとき、f* は W* および V* の双対基底に関して転置行列 A⊤ によって表され、転置写像の名の由来となっている。あるいはまた f を A が左から列ベクトルに作用すると見るとき、f* は同じ行列によって右から行ベクトルに作用するものと表現することができる。これらの観点は Rn 上の標準内積をもちいて関係づけることができ、行ベクトルの空間は列ベクトルの空間の双対と同一視される。

## 商空間と零化域
F 上のベクトル空間 V の部分集合 S に対し、S の V* における零化域 So は、任意の s ∈ S に対して [f, s] = 0 を満たす線型汎函数 f ∈ V* 全体の成す集合と定義される。すなわち、So は S への制限が消えているような線型汎函数 f: V → F (f|S = 0) 全てからなる。
部分集合の零化域はそれ自身がベクトル空間を成す。特に、空集合の零化域は（条件が自明に満たされるから）V* 自身 (∅o = V*)であり、また V の零化域は零部分空間 (Vo = 0) である。さらに言えば、V の部分空間にその零化域を対応させることは包含関係を逆にする操作、すなわち部分空間の包含列 S ⊂ T ⊂ V に対し
{\displaystyle 0\subset T^{\circ }\subset S^{\circ }\subset V^{*}}
が成り立つ。また、V の二つの部分集合 A, B に対し
{\displaystyle (A\cap B)^{\circ }\supseteq A^{\circ }+B^{\circ }}
が成り立ち、V が有限次元のときはこれは等号で成り立つ。これはさらに適当な添字集合 I で添字付けられる V の任意の有限部分集合族 Ai に対して 
{\displaystyle {\biggl (}\bigcup _{i\in I}A_{i}{\biggr )}^{\!\circ }=\bigcap _{i\in I}A_{i}^{\circ }}
が成り立つから、特に V の部分集合 A, B に対して
{\displaystyle (A+B)^{\circ }=A^{\circ }\cap B^{\circ }}
となることを導く。
有限次元ベクトル空間 V とその部分空間 W に対し、二重双対の自然な同型 V ≡ V** による W の像を W と同一視するとき
{\displaystyle W^{\circ \circ }=W}
が成り立つ。従って特に、零化域をとる操作は有限次元ベクトル空間の部分空間束上のガロワ対応を定める。
V の部分空間 W に対し、商空間 V/W はそれ自身ベクトル空間であり、その双対を考えることができる。第一同型定理によれば、汎函数 f: V → F が V/W 上の汎函数を誘導するのは W が f の核に含まれるとき、かつそのときに限るから、同型
{\displaystyle (V/W)^{*}\cong W^{\circ }}
が導かれる。特に、V が二つの部分空間 A と B との直和に分解されるとき、V* は Ao と Bo の直和に分解される。